# Edwin Hügel
Edwin Hügel (* 8. November 1919 in Pirmasens; † 2. September 1988 in Saarbrücken) war ein deutscher Politiker (FDP/DPS).

## Leben
Hügel besuchte die Volksschule und anschließend das Gymnasium. Am 24. September 1937 beantragte er die Aufnahme in die NSDAP und wurde zum 1. September desselben Jahres aufgenommen (Mitgliedsnummer 4.813.196). Er leistete ab April 1939 Reichsarbeitsdienst und nahm seit Dezember 1939 als Soldat am Zweiten Weltkrieg teil, zuletzt als Leutnant und Kompaniechef. Er erhielt mehrere Kriegsauszeichnungen, darunter die Nahkampfspange und das Panzerkampfabzeichen.
Hügel war Schriftsetzermeister und diplomierter Betriebsleiter, Besitzer einer Druckerei in Bexbach und Landesinnungsmeister der saarländischen Buchdruckerinnung. Daneben war er Präsident des Arbeitgeberverbands des Saarländischen Handwerks. Er war römisch-katholisch, seit 1946 verheiratet und hatte zwei Töchter.
Im Jahr 1975 wurde Hügel in den Landtag des Saarlandes gewählt, wo er von 1977 bis 1982 den Vorsitz der FDP-Fraktion innehatte. Nach dem Rücktritt von Werner Klumpp übernahm er am 14. Juli 1982 dessen Position als Minister für Wirtschaft, Verkehr und Landwirtschaft im Kabinett Zeyer II. Seine Amtszeit fiel in eine Stahlkrise, von der die Arbed-Saarstahl GmbH in ihrem Bestand bedroht war. Unzufrieden mit Hügels Politik forderte ihn seine Fraktion im Oktober 1983 öffentlich zum Rücktritt auf, woraufhin er sein Amt an Walter Henn abgab. Sein Landtagsmandat hatte er bereits im Januar 1983 niedergelegt.